# Sarisa
Sarisa, sarysa (stgr. σάρισα) – długa włócznia macedońskiej piechoty, używana później w armiach hellenistycznych.
Pod koniec pierwszej połowy IV wieku p.n.e. wprowadzona do uzbrojenia ciężkozbrojnej piechoty (pedzetajrów) przez króla Filipa II. 

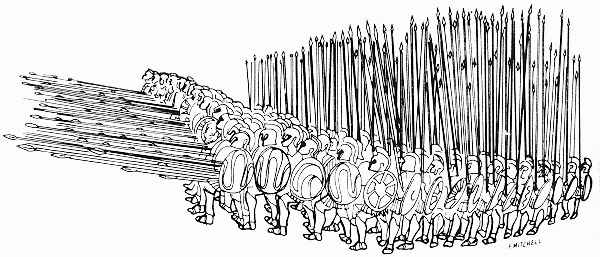
Falanga macedońska uzbrojona w sarisy

## Konstrukcja
Sarisa składała się z dwóch krótszych kawałków drewna dereniowego, połączonych ze sobą 16-centymetrową żelazną tuleją, poprawiającą jednocześnie wytrzymałość całej konstrukcji. Podzielenie trzonu na dwie krótsze części pozwoliło na zredukowanie naprężeń materiału, które mogły wystąpić przy tak długim drzewcu. Długość sarisy była uzależniona od wzoru i od okresu: początkowo wynosiła od 4–5 do 5,5 metra, by w epoce hellenistycznej przekroczyć 6 metrów, a jej średnica wynosiła prawdopodobnie 3,17–3,81 centymetra. 
Wyróżniono trzy odmiany sarisy. Krótka mierzyła 4,5 metra i ważyła około 3 kilogramów, zakończona lekkim 30-centymetrowym grotem. Inną była włócznia o identycznej długości, zaopatrzona jednak w 50-centymetrowy grot z tuleją i metalową piętą o ostrym zakończeniu. Wskutek zwiększenia masy elementów metalowych ciężar tej odmiany wynosił około 5,5 kilograma. Kolejną odmianą była włócznia 5,5-metrowa o pogrubionym drzewcu dla zneutralizowania wibracji utrudniających jej użycie, i o ciężarze zwiększonym do 6,2 kilograma. 
Masywna (wagi ok. 1 kg), zaostrzona pięta (tylec) włóczni spełniała kilka zadań. Stanowiąc przeciwwagę dla grotu, pozwalała falangicie trzymać włócznię znacznie bliżej jej końca. Umożliwiało to wysunięcie od 2/3 do 4/5 długości sarisy przed front szyku, dzięki czemu czynny udział w walce mogło wziąć aż pięć szeregów żołnierzy. Po drugie, dla lepszej stabilności koniec włóczni można było wbić w ziemię, co okazywało się istotne przy odpieraniu ataków jazdy. Była też możliwość użycia tego ostrza jako zastępczego grotu w przypadku złamania drzewca broni.

## Sposób użycia
Uzbrojenie to przeznaczone było nie do indywidualnego pojedynku, ale do walki w ścisłym szeregu przeciwko podobnym szeregom piechoty. Na polu boju piechur mógł osadzić sarisę grotem tylca w ziemię, tworząc z niej obronną zaporę („płot”), mógł trzymać pionowo bądź skośnie nad głową, poruszając nią jako osłoną przed pociskami, albo w ataku, oburącz trzymając poziomo, przeć na drzewce, ciężarem ciała spychając w ten sposób żołnierzy falangi przeciwnika. Piki te w marszu przenoszono pionowo, a obniżano jedynie na rozkaz ataku, poczynając od pierwszego szeregu szyku falangi
Według Polibiusza sarisa miała dodatkowe obciążenie w dolnej części. Chwytana lewą ręką w odległości ok. 1,8 m (4 łokci) od dolnego końca, a prawą o ¾ m powyżej, wystawała na długość ok. 4,5 metra (10 łokci) przed dzierżącym ją falangitą. Oburęczny chwyt uniemożliwiał pchnięcie na odległość powyżej 1 metra, a zwrot z wypoziomowaną bronią wymagał przestrzeni w promieniu ok. 6,3 metra. Świetnego wyszkolenia natomiast wymagał atak dokonywany w biegu – przy wyrównanym szeregu, bez krzyżowania saris o uginających się drzewcach. 
Z uwagi na rozmiary i ciężar sarisy falangita musiał utrzymywać ją obiema rękami, co uniemożliwiało trzymanie okrągłej tarczy o średnicy ok. 60 cm, zawieszanej na rzemieniu na szyi falangity i stale zamocowanej na przedramieniu. Pierwsze pięć szeregów falangi trzymało włócznie poziomo, godząc w przeciwnika, natomiast włócznie żołnierzy z dalszych szeregów, nie uczestniczących bezpośrednio w starciu, pochylone były do poziomu barków poprzednika. Takie ustawienie miało też zapewnić częściową ochronę falangi przed nadlatującymi pociskami.
Dla efektywnego posługiwania się tym orężem konieczne było wyszkolenie solidną musztrą oraz dyscyplina oddziału, lecz nabycie tych zdolności zapewniało falangitom niezwykłą przewagę już na początku starcia. Techniczna istota skuteczności tej broni wynikała z faktu, że typowa włócznia piechoty była od niej o połowę krótsza, tym samym uniemożliwiając zadanie pierwszego ciosu przed frontalnym uderzeniem sarisą.

## W historii
Dzięki zastosowaniu sarisy wojska macedońskie, których trzon stanowiły oddziały pedzetajrów, zdołały osiągnąć przewagę nad panującymi dotąd na polach bitew hoplitami armii państw greckich walczących z hegemonią macedońską, a następnie w starciach z hoplitami w służbie króla perskiego, a także z doborową jazdą Persów za panowania Aleksandra III Wielkiego. Po jego śmierci oddziały macedońskiej falangi dominowały na polach bitew świata hellenistycznego aż do II wieku p.n.e., kiedy wyposażona w sarisy piechota uległa rzymskim legionistom najpierw pod Kynoskefalaj (197 p.n.e.), a następnie pod Magnezją (190 p.n.e.) i Pydną (168 p.n.e.).